# VM i orientering 2016
VM i orientering 2016 er den 33. udgave af verdensmesterskabet i orientering. Det blev afviklet 20.–27. august 2016 i de svensker byer Strömstad og Tanum.
Danmark vandt to guld-medaljer og en sølv. Maja Alm vandt for andet år i træk guld på kvindernes sprint-distance, og mix-stafetholdet vandt ligeledes guld. Samtidigt hentede kvindernes stafet sølv-medalje.

## Medaljetagere

### Herrer

#### Langdistance
1. Olav Lundanes  93.27
2. Thierry Gueorgiou 95.13
3. Daniel Hubmann 95.32

#### Mellem
1. Matthias Kyburz  37.09
2. Olav Lundanes  37.23
3. Daniel Hubmann  37.32

#### Sprint
1. Jerker Lysell  14.28,6
2. Matthias Kyburz  14.31,4
3. Daniel Hubmann  15.37,2

#### Stafet
1. Norge (Carl Godager Kaas, Olav Lundanes, Magne Daehli) 1.47.44
2. Schweiz (Fabian Hertner, Daniel Hubmann, Matthias Kyburz) 1.49.38
3. Sverige (Fredrik Bakkman, Gustav Bergman, William Lind) 1.52.23

### Damer

#### Lang
1. Tove Alexandersson  86.24
2. Natalia Gemperle  86.50
3. Anne Margrethe Hausken Nordberg  88.25

#### Mellem
1. Tove Alexandersson  33.57
2. Heidi Bagstevold  34.32
3. Natalia Gemperle  34.35

#### Sprint
1. Maja Alm  14.27,9
2. Judith Wyder  14.53,6
3. Anastasia Denisova  15.10,6

#### Stafet
1. Rusland (Anastasia Rudnaya, Svetlana Mironova, Natalia Gemperle) 1.48.21
2. Danmark (Signe Klinting, Ida Bobach, Maja Alm) 1.48.53
3. Finland (Sari Anttonen, Marika Teini, Merja Rantanen) 1.49.41

### Mixed

#### Sprintstafett
1. Danmark (Cecilie Friberg Klysner, Tue Lassen, Søren Bobach, Maja Alm) 52.35
2. Schweiz (Rahel Friederich, Florian Howald, Martin Hubmann, Judith Wyder) 52.52
3. Sverige (Lina Strand, Gustav Bergman, Jonas Leandersson, Helena Jansson) 53.56